# Bebelis acuta
Bebelis acuta là một loài bọ cánh cứng trong họ Cerambycidae.